# San Giovanni in Croce
San Giovanni in Croce là một đô thị ở tỉnh Cremona, vùng Lombardia của Italia, có vị trí cách khoảng 100 km về phía đông nam của Milan và khoảng 25 km về phía đông của Cremona. Tại thời điểm ngày 31 tháng 12 năm 2004, đô thị này có dân số 1.669 người và diện tích là 16,1 km².
San Giovanni in Croce giáp các đô thị: Casteldidone, Gussola, Martignana di Po, Piadena, Solarolo Rainerio.